# 紅燕鷗

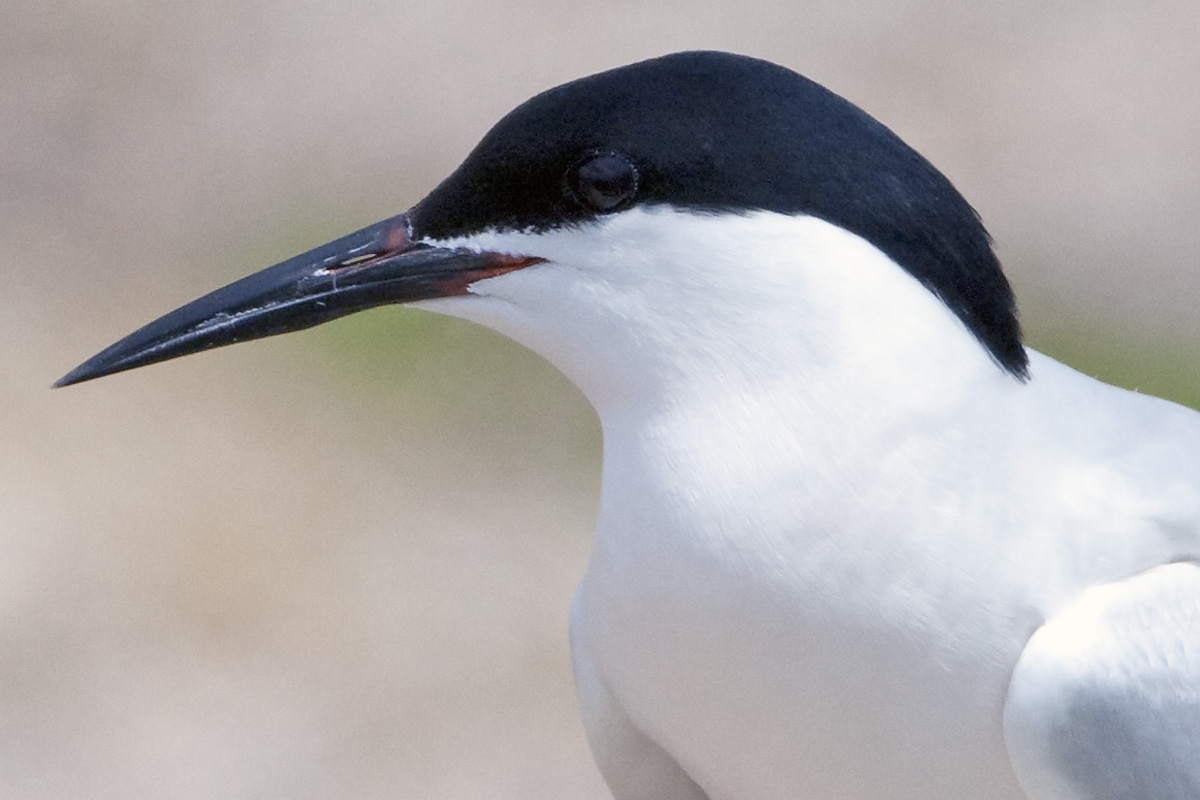
頭部

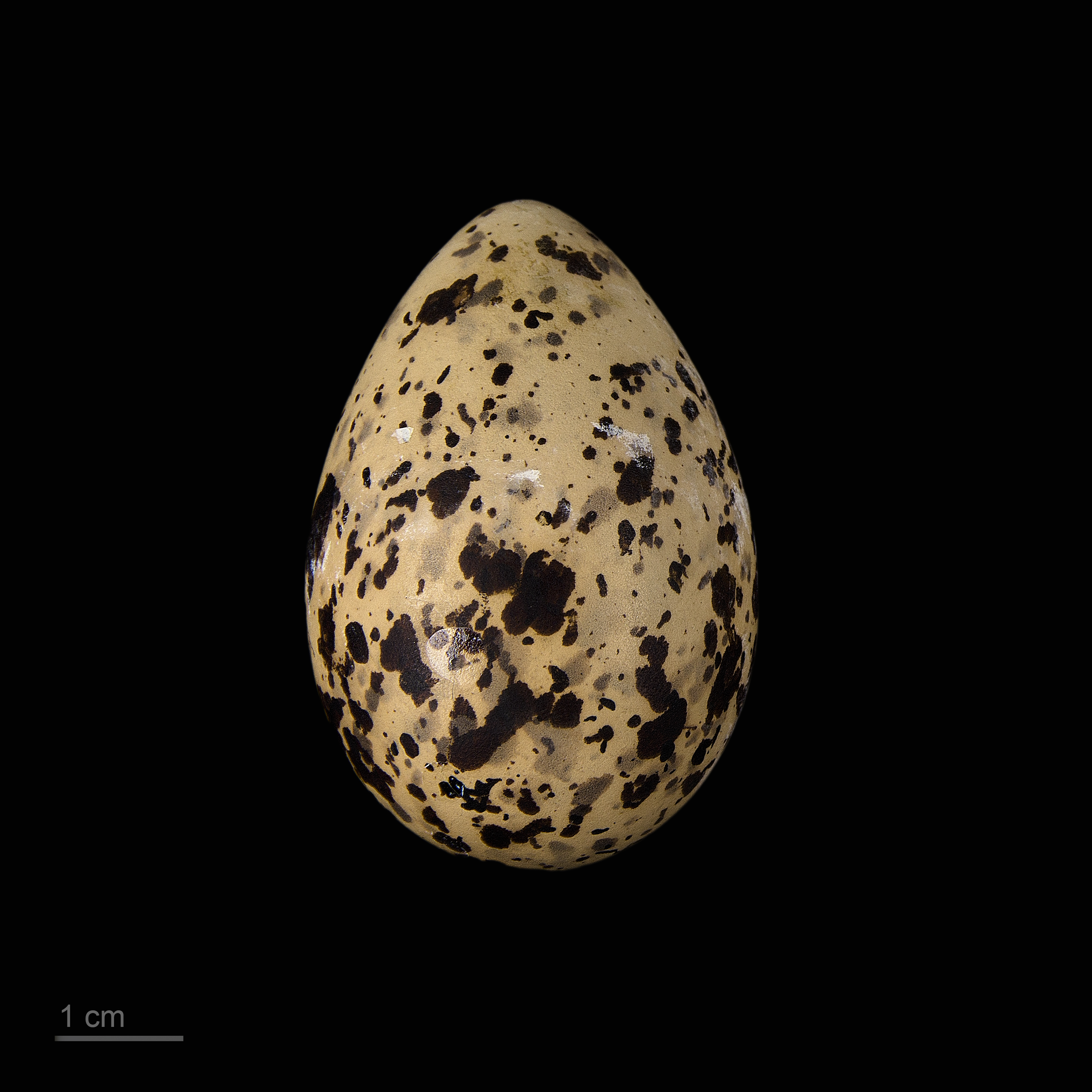
卵 Sterna dougallii dougallii

紅燕鷗（Sterna dougallii）是燕鷗科的一種海鳥，也名粉红燕鸥。這種鳥有很多不同分佈地區的族群，不同之處主要為喙的顏色及幼鳥的羽毛顏色。
紅燕鷗在北美洲及歐洲的大西洋海岸繁殖，並南下加勒比地區及西非越冬。
该物种的模式产地在苏格兰。

## 分類
英國博物學家喬治·蒙塔古（George Montagu）於1813年描述了紅燕鷗。 基因上，它與白額燕鷗（S. striata）最為相近，二者的共同祖先與蒼燕鷗（S. sumatrana）屬於姐妹系統。
其屬名Sterna源於古英語 "stearn"，意思是"燕鷗"， 而種名dougallii則是紀念蘇格蘭醫生和收藏家彼得·麥克杜格爾醫生（Peter McDougall，1777–1814）。英名Roseate tern，"Roseate"指的是這種鳥類在繁殖羽期間的粉紅色胸部。
該物種有多個地理亞種，主要在喙的顏色和羽毛細節上有所不同。
S. d. dougallii  分佈於歐洲和北美的大西洋沿岸繁殖，並在冬季遷徙至加勒比地區和西非。歐洲和北美的種群長期處於下降趨勢，但近年來在一些保護積極措施下，部分聚落的種群數量有所回升，最顯著的是位於愛爾蘭都柏林海岸外的羅卡比爾島，該島目前擁有歐洲大部分種群（約1200對）。
熱帶亞種S. d. korustes和S. d. bangsi是從東非到印度洋再到日本的留鳥。它們的喙上有更多的紅色。S. d. bangsi在中国大陆， 分布于浙江、福建、广东等地。该物种的模式产地在福建。
喙長且翼短的S. d. gracilis 亞種則在澳大利亞和新喀里多尼亞繁殖。西北印度洋擁有S. d. arideensis的種群。有些作者建議僅保留三個亞種：arideensis、gracilis及指名種dougallii。

## 描述

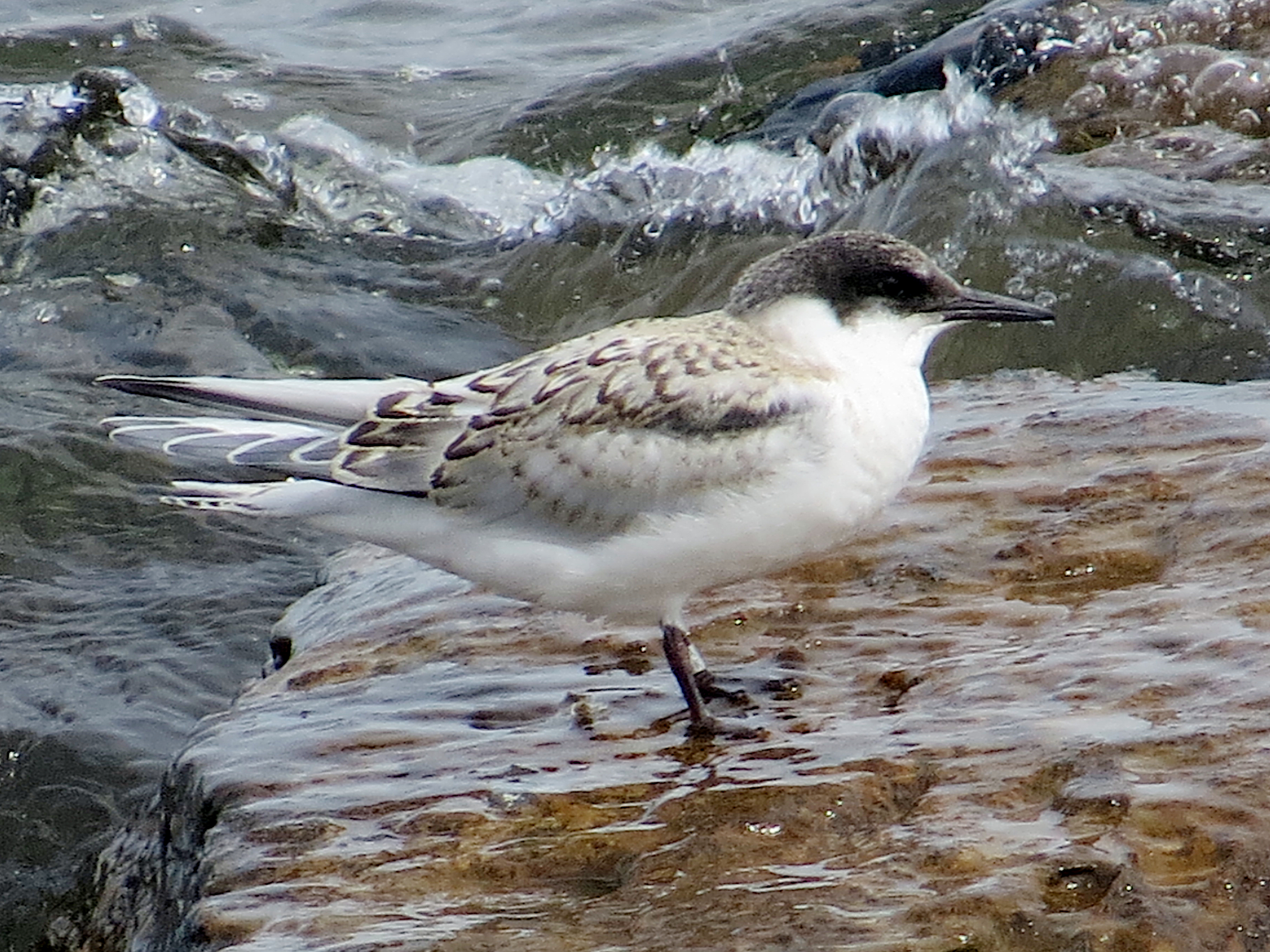
S. d. dougallii 亞成鳥顯示其鱗狀背羽。諾森伯蘭郡, 英國

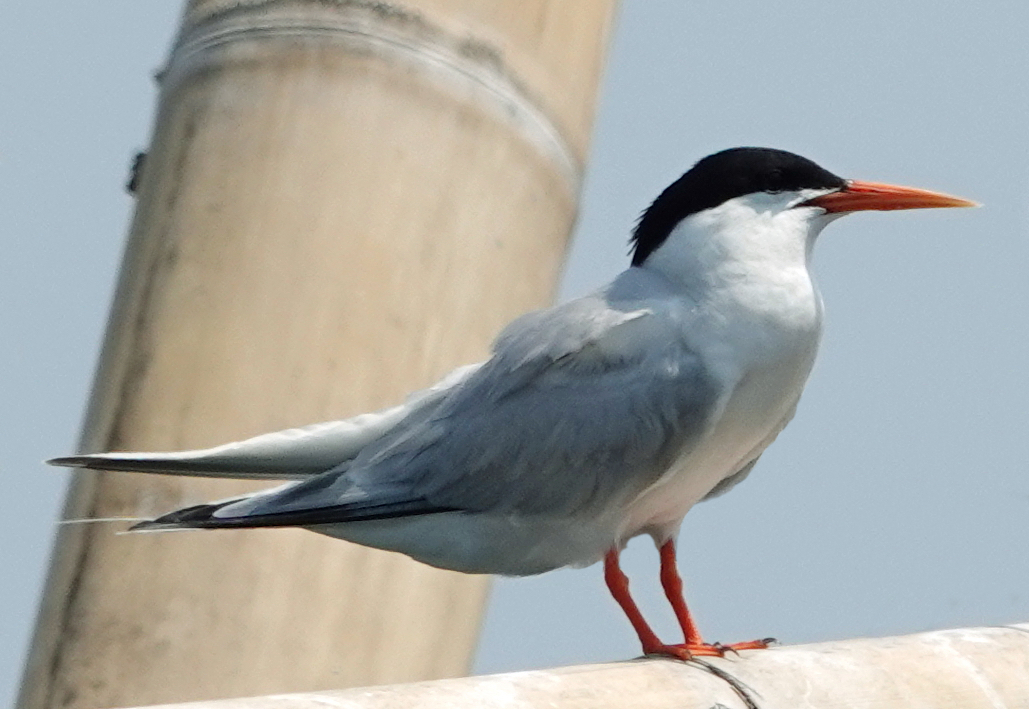
S. d. bangsi 通常有全紅色的喙, 印尼

這是一種中小型燕鷗，長度33—36 cm（13—14英寸），翼展67—76 cm（26—30英寸），可能與普通燕鷗、北極燕鷗以及體型更大但羽毛相似的白嘴端鳳頭燕鷗混淆。細長而尖的喙為黑色，繁殖季節會在基部顯現紅色，並在熱帶和南半球亞種中更加明顯（可完全變紅）。其翼較短，翼拍更快，與普通燕鷗或北極燕鷗相比，翼上部呈淺灰色，下部為白色，看起來如同一隻小型白嘴端鳳頭燕鷗，但外側的主要飛羽在夏季會變深。成鳥擁有非常長而靈活的尾羽流蘇和橙紅色的腿。在夏季，成鳥的下部會呈現出粉紅色的色調，這也是該鳥得名的原因。
在冬季，額頭變為白色，喙變為黑色。紅燕鷗幼鳥具有類似白嘴端鳳頭燕鷗幼鳥的鱗片狀外觀，但其頭頂的黑色帽子更為濃密。

## 行為與生態

### 食物和覓食
如同其他燕鷗屬（Sterna）燕鷗，紅燕鷗通過猛扎入水來捕捉魚類，幾乎一般從海中捕食；它比其他近親的燕鷗更為海洋性，很少造訪沿海淡水湖泊，且不在淡水中捕魚。它通常直接俯衝入水，而不像北極燕鷗喜歡的“逐步盤旋”方式。雄鳥向雌鳥提供魚類是求偶展示的一部分。
紅燕鷗罕見地展現出一些盜食寄生行為，從其他海鳥，尤其是在英國的聚落，最常從北極海鸚偷魚。這種習性大大增加了它們在惡劣天氣下的食物收集能力，當魚類游得更深，超出了燕鷗衝刺入水的捕捉範圍，但仍在潛水更深的北極海鸚的捕捉範圍內。

### 繁殖
這種燕鷗在海岸和島嶼的群落中繁殖，有時會與其他海鳥一起。在澳大利亞的群落中，曾記錄到它們與蒼燕鷗（S. sumatrana）、小鳳頭燕鷗（Thalasseus bengalensis）、大鳳頭燕鷗（T. bergii）、仙女燕鷗（Sternula nereis）、白眉燕鷗（Onychoprion anaethetus）和澳洲紅嘴鷗（Chroicocephalus novaehollandiae）一起築巢。 它們的巢築於地面凹坑中，通常位於凹陷處或茂密植被下，並產下一到兩顆（罕見情況下為三顆）蛋。與其他白色燕鷗相比，它們對巢和幼鳥的防禦性較差，經常依賴周圍群落中的北極燕鷗和普通燕鷗來保護它們。在較小的群落中，它們可能罕見地與其他燕鷗物種交配。
白腹海鵰（Haliaeetus leucogaster）和澳洲紅嘴鷗是已知的蛋和幼鳥的掠食者，而翻石鷸（Arenaria interpres）、黑鼠（Rattus rattus）和國王藍舌蜥蜴（Egernia kingii）則是懷疑的掠食者。

### 聲音
紅燕鷗的叫聲非常具有特徵性chuwit，類似於鶴鷸的叫聲，與其他燕鷗的叫聲有明顯不同。

## 保護狀況

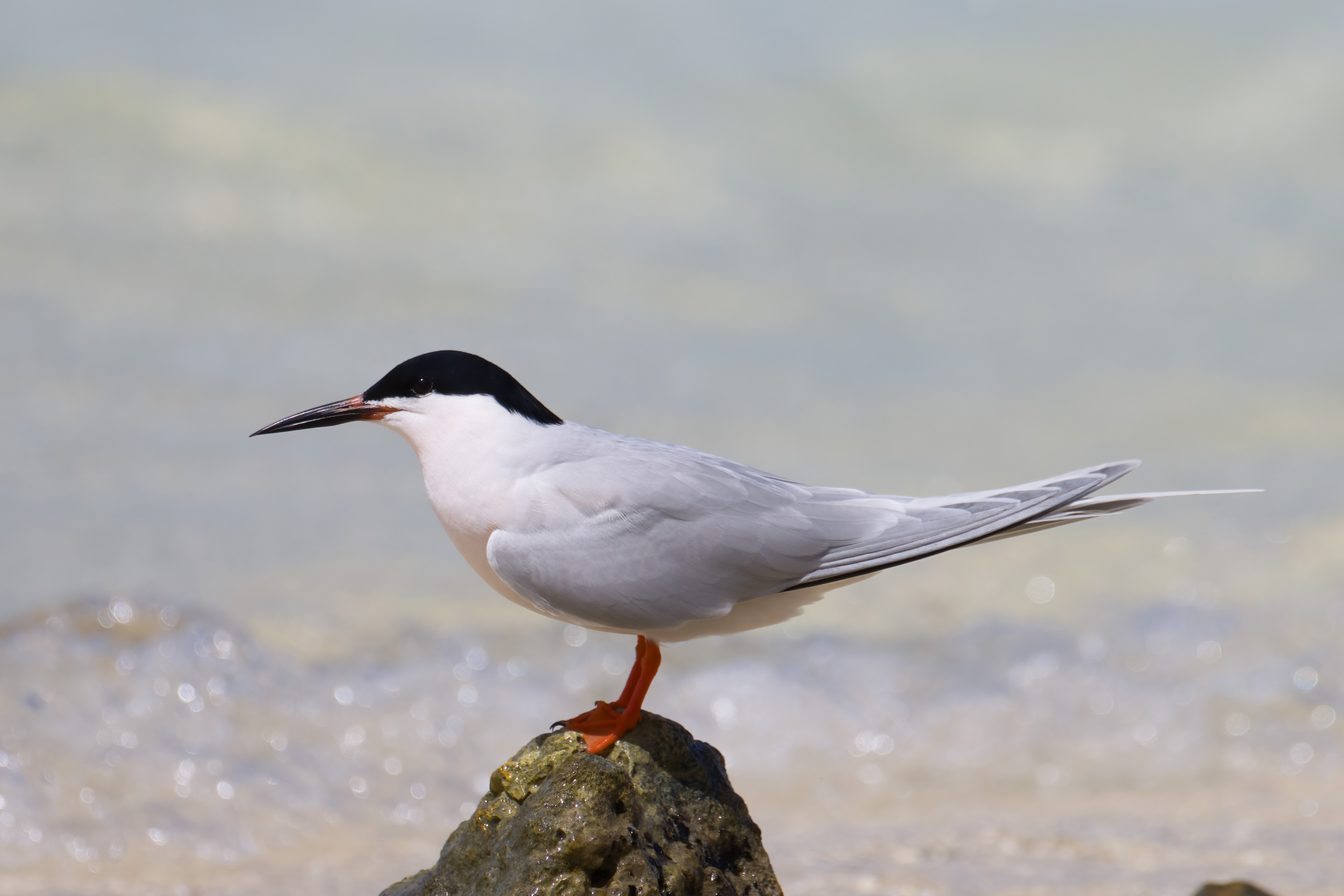
S. d. gracilis,摩羯座珊瑚礁國家公園，澳洲昆士蘭州

在19世紀末期，這些鳥類因其羽毛被獵殺，羽毛被用來裝飾帽子。近年來，由於大型鷗類數量增加而導致的競爭和掠食加劇，這些鳥在一些地區的數量有所下降。至2019年為止，這種鳥類是英國最稀有的繁殖海鳥之一。
歐洲最大的群落位於愛爾蘭的羅卡比爾島（都柏林郡），占歐洲種群的75%以上。2013年，羅卡比爾島有1213對鳥類築巢。在萊迪斯島湖（韋克斯福郡）的群落也至關重要，2013年有155對鳥類在此築巢。
由於它們偏愛部分隱蔽的築巢地點，提供人工巢箱已被證明是極大的保護成功，鳥類非常容易接受這些巢箱，這樣可以大大提高繁殖率，同時保護幼鳥免受像黑脊鷗這樣的掠食性鳥類的威脅。在英國最重要的群落——科奎特島（位於諾森伯蘭郡），自1997年提供巢箱後，種群數量從25對增加至2022年的154對。在安格爾西燕鷗群落也進行了類似的措施，包括清除植被，尤其是錦葵屬植物。2018年，在皇家鳥類保護協會（RSPB）的項目幫助下，在過去幾年中安置巢箱並播放紅燕鷗叫聲的誘餌，以及手工製作的誘餌後，一對紅燕鷗首次在安格爾西的斯克里斯群島孵化了兩隻小鳥。
在英國，紅燕鷗已根據政府的國家生物多樣性行動計劃被指定為保護對象。英國計劃中所列的主要威脅之一是全球變暖，這改變了其食物來源魚類的垂直分布。紅燕鷗是非歐亞遷移性水鳥協定（AEWA）適用的物種之一。
加拿大野生動物服務部門將紅燕鷗列為受威脅物種。美國內政部將其東北部種群列為瀕危物種，加勒比海種群列為受威脅物種。
在英國，紅燕鷗是生物多樣性行動計畫所指定的受保護動物。這物種的生存受威脅的其中之一主要原因是全球變暖影響其食物來源——魚。紅燕鷗是非歐亞遷移性水鳥協定（African-Eurasian Migratory Waterbird Agreement，AEWA）所包括的鳥類之一。

## 圖庫

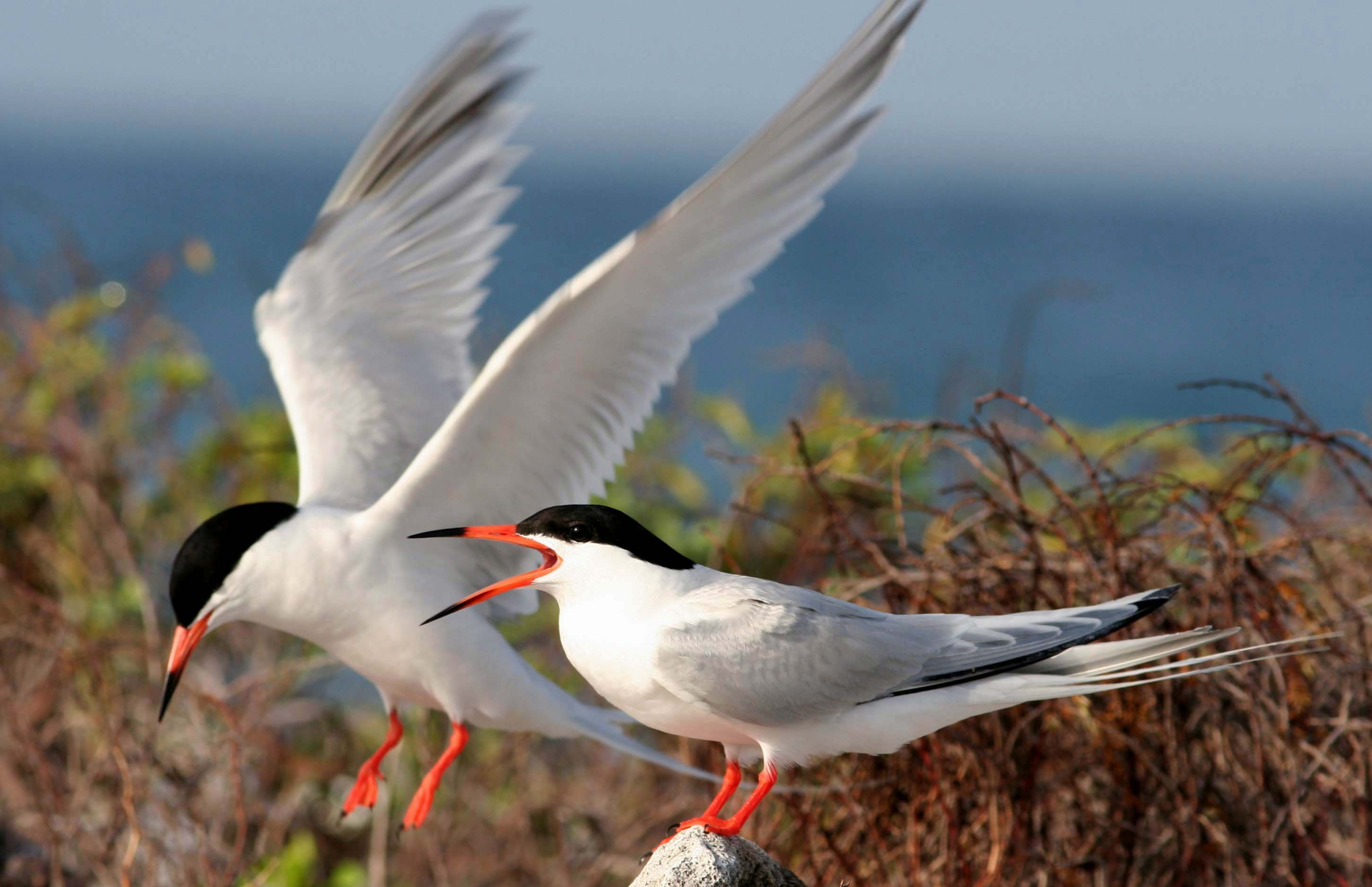
在繁殖季節後期，該法案基於S. d. dougallii 的會轉變成紅色。 波多黎各。
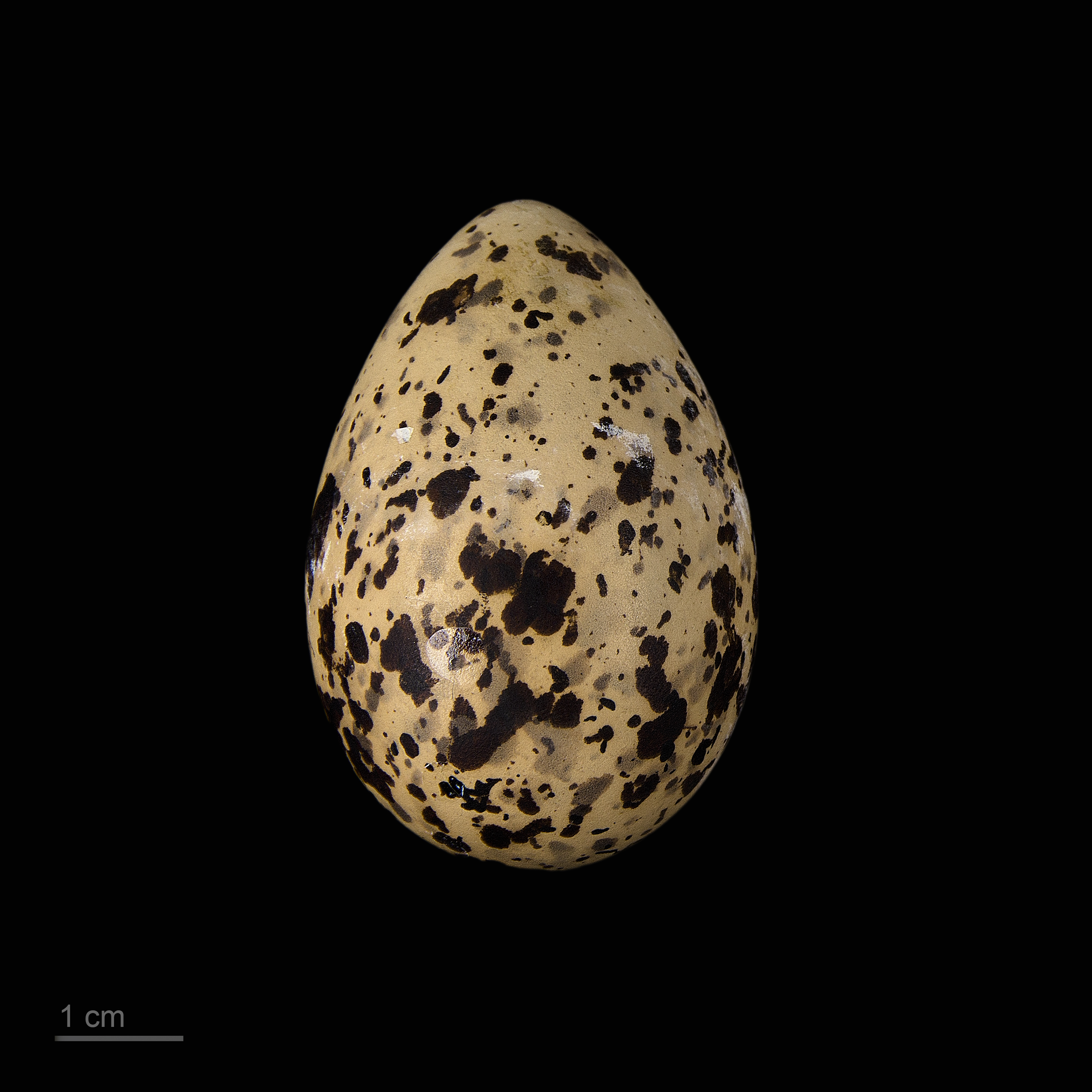
Sterna dougallii dougallii 的蛋 - 土魯斯博物館
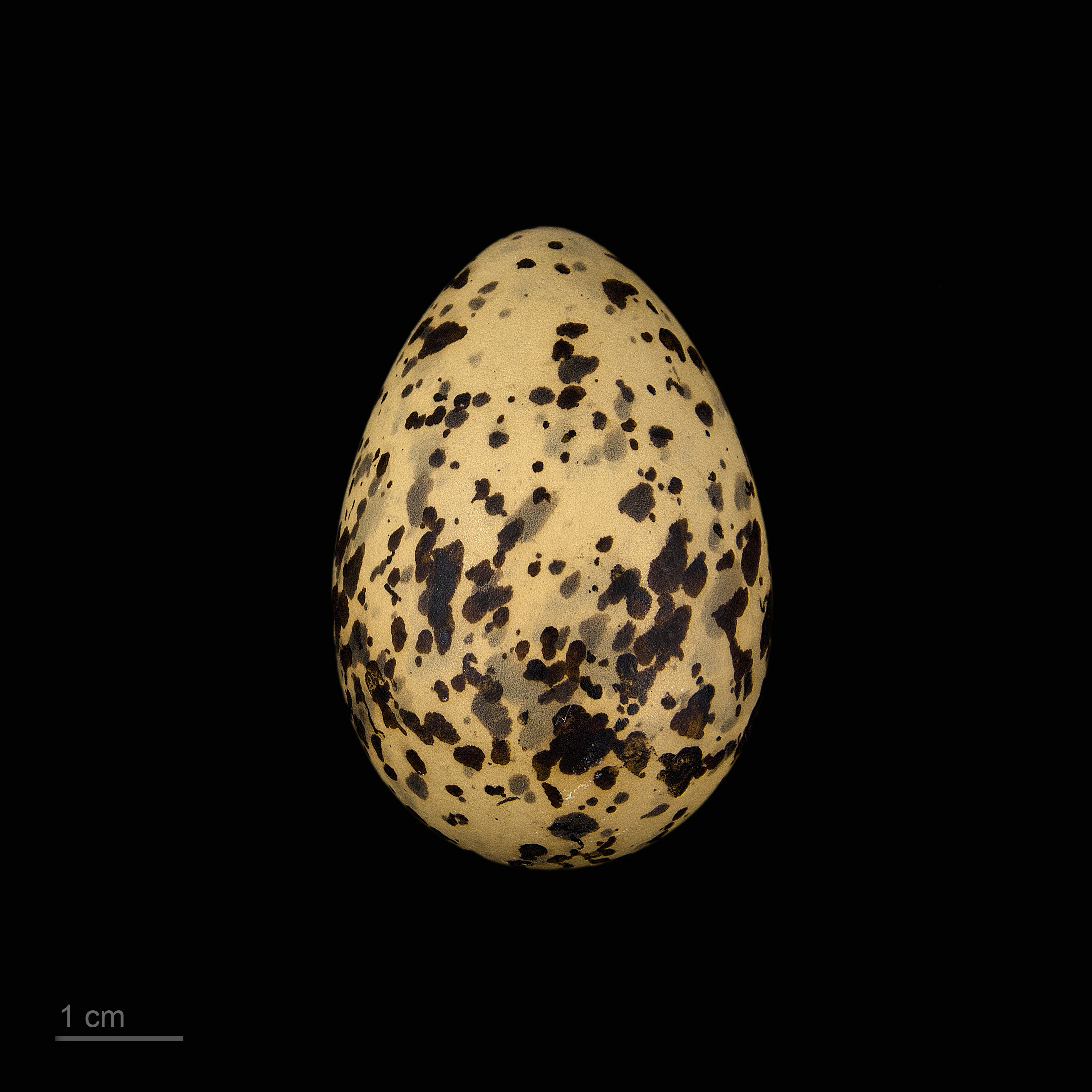
Sterna dougallii bangsi 的蛋 - 土魯斯博物館

## 外部連結
紅燕鷗 （页面存档备份，存于）